# Ivoorkust op de Olympische Zomerspelen 2020
Ivoorkust nam deel aan de Olympische Zomerspelen 2020 in Tokio, Japan.

## Medailleoverzicht
| Medaille | Naam        | Sport     | Onderdeel | Datum   |
| -------- | ----------- | --------- | --------- | ------- |
| Brons    | Ruth Gbagbi | Taekwondo | -67kg (v) | 26 juli |

## Atleten
| sport     | mannen | vrouwen | totaal |
| --------- | ------ | ------- | ------ |
| Atletiek  | 1      | 2       | 3      |
| Judo      | 0      | 1       | 1      |
| Roeien    | 1      | 0       | 1      |
| Taekwondo | 2      | 2       | 4      |
| Voetbal   | 21     | 0       | 21     |
| Zwemmen   | 0      | 1       | 1      |
| totaal    | 25     | 6       | 31     |

## Sporten

### Atletiek
Mannen
Loopnummers
| atleet       | onderdeel | series | series | kwartfinale | kwartfinale | halve finale | halve finale | finale         | finale         |
| atleet       | onderdeel | tijd   | rang   | tijd        | rang        | tijd         | rang         | tijd           | rang           |
| ------------ | --------- | ------ | ------ | ----------- | ----------- | ------------ | ------------ | -------------- | -------------- |
| Arthur Cissé | 100 m     | bye    | bye    | 10,15       | 2 Q         | 10,18        | 6            | niet geplaatst | niet geplaatst |

Vrouwen
Loopnummers
| atlete             | onderdeel | series | series | kwartfinale | kwartfinale | halve finale | halve finale | finale         | finale         |
| atlete             | onderdeel | tijd   | rang   | tijd        | rang        | tijd         | rang         | tijd           | rang           |
| ------------------ | --------- | ------ | ------ | ----------- | ----------- | ------------ | ------------ | -------------- | -------------- |
| Murielle Ahouré    | 100 m     | bye    | bye    | 11,16       | 3 Q         | 11,28        | 7            | niet geplaatst | niet geplaatst |
| Marie-Josée Ta Lou | 100 m     | bye    | bye    | 10,78 AR    | 1 Q         | 10,79        | 1 Q          | 10,91          | 4              |
| Marie-Josée Ta Lou | 200 m     | 22,30  | 1 Q    | n.v.t.      | n.v.t.      | 22,11        | 1 Q          | 22,27          | 5              |

### Judo
Vrouwen
| atlete                   | onderdeel | eerste ronde         | tweede ronde         | derde ronde          | kwartfinale          | halve finale         | herkansing           | finale / BM          | finale / BM    |
| atlete                   | onderdeel | tegenstander uitslag | tegenstander uitslag | tegenstander uitslag | tegenstander uitslag | tegenstander uitslag | tegenstander uitslag | tegenstander uitslag | rang           |
| ------------------------ | --------- | -------------------- | -------------------- | -------------------- | -------------------- | -------------------- | -------------------- | -------------------- | -------------- |
| Zouleiha Abzetta Dabonne | −57 kg    | n.v.t.               | Monteiro V 00-10     | niet geplaatst       | niet geplaatst       | niet geplaatst       | niet geplaatst       | niet geplaatst       | niet geplaatst |

### Roeien
Mannen
| atleet       | onderdeel | series  | series | herkansingen | herkansingen | kwartfinale | kwartfinale | halve finale | halve finale | finale  | finale |
| atleet       | onderdeel | tijd    | rang   | tijd         | rang         | tijd        | rang        | tijd         | rang         | tijd    | rang   |
| ------------ | --------- | ------- | ------ | ------------ | ------------ | ----------- | ----------- | ------------ | ------------ | ------- | ------ |
| Franck N'Dri | skiff     | 7.49,19 | 5 H    | 8.03,25      | 5 HE/F       | bye         | bye         | 7.55,12      | 2 FE         | 7.42,55 | 28     |

Legenda: FA=finale A (medailles); FB=finale B (geen medailles); FC=finale C (geen medailles); FD=finale D (geen medailles); FE=finale E (geen medailles); FF=finale F (geen medailles); HA/B=halve finale A/B; HC/D=halve finale C/D; HE/F=halve finale E/F; KF=kwartfinale; H=herkansing

### Taekwondo
Mannen
| atleet              | onderdeel | eerste ronde         | kwartfinale          | halve finale         | herkansing           | finale / BM          | finale / BM    |
| atleet              | onderdeel | tegenstander uitslag | tegenstander uitslag | tegenstander uitslag | tegenstander uitslag | tegenstander uitslag | rang           |
| ------------------- | --------- | -------------------- | -------------------- | -------------------- | -------------------- | -------------------- | -------------- |
| Cheick Sallah Cissé | -80 kg    | Mahboudi V 11 - 21   | niet geplaatst       | niet geplaatst       | niet geplaatst       | niet geplaatst       | niet geplaatst |
| Seydou Gbané        | +80 kg    | Issoufou W 15 - 9    | Georgievski V 4 - 9  | niet geplaatst       | Alba V 2 - 8         | niet geplaatst       | niet geplaatst |

Vrouwen
| atlete         | onderdeel | eerste ronde         | kwartfinale          | halve finale         | herkansing           | finale / BM          | finale / BM |
| atlete         | onderdeel | tegenstander uitslag | tegenstander uitslag | tegenstander uitslag | tegenstander uitslag | tegenstander uitslag | rang        |
| -------------- | --------- | -------------------- | -------------------- | -------------------- | -------------------- | -------------------- | ----------- |
| Ruth Gbagbi    | -67 kg    | Katoka W DSQ         | Mengyu W 21 - 9      | Williams V 18 - 24   | bye                  | Titoneli W 12 - 8    | Brons       |
| Aminata Traoré | +67 kg    | Lee D-b V 13 - 17    | niet geplaatst       | niet geplaatst       | Rodríguez W 11 - 9   | Laurin V 8 - 17      | 5           |

### Voetbal
Mannen
| Atleten | Discipline | Resultaat   | Prestatie |
| --- | ---------- | ----------- | --------- |
| Maxime Nagoli Silas Gnaka Eric Bailly Kouadio-Yves Dabila Ismaël Diallo Wilfried Singo Idrissa Doumbia Franck Kessié Youssouf Dao Amad Diallo Christian Kouamé Eboue Kouassi Kader Keïta Parfait Guiagon Max Gradel Ira Eliezer Tapé Zié Ouattara Cheick Timité Koffi Kouaon Aboubacar Doumbia Nicolas Tie | mannen     | kwartfinale | zie onder |

| Groep |               |             |             |             |             |            |            |            |        |
| #     | Land          | Wedstrijden | Wedstrijden | Wedstrijden | Wedstrijden | Doelpunten | Doelpunten | Doelpunten | Punten |
| #     | Land          | G           | W           | G           | V           | V          | T          | Saldo      | Punten |
| 1     | Brazilië      | 3           | 2           | 1           | 0           | 7          | 3          | +4         | 7      |
| 2     | Ivoorkust     | 3           | 1           | 2           | 0           | 3          | 2          | +1         | 5      |
| 3     | Duitsland     | 3           | 1           | 1           | 1           | 6          | 7          | -1         | 4      |
| 4     | Saoedi-Arabië | 3           | 0           | 0           | 3           | 4          | 8          | -4         | 0      |

| Ronde        | Datum        | Lokale tijd | MEZT      | Land   | Score         | Land      |
| ------------ | ------------ | ----------- | --------- | ------ | ------------- | --------- |
| groepsfase   |              |             |           |        |               |           |
| 22 juli 2021 | 17:30        | 10:30       | Ivoorkust | 2 - 1  | Saoedi-Arabië |           |
| 25 juli 2021 | 17:30        | 10:30       | Brazilië  | 0 - 0  | Ivoorkust     |           |
| 28 juli 2021 | 17:00        | 10:00       | Duitsland | 1 - 1  | Ivoorkust     |           |
|              |              |             |           |        |               |           |
| kwartfinale  | 31 juli 2021 | 17:00       | 10:00     | Spanje | 5 - 2         | Ivoorkust |

### Zwemmen
Vrouwen
| atlete         | onderdeel        | series  | series | halve finale | halve finale | finale         | finale         |
| atlete         | onderdeel        | tijd    | rang   | tijd         | rang         | tijd           | rang           |
| -------------- | ---------------- | ------- | ------ | ------------ | ------------ | -------------- | -------------- |
| Talita Te Flan | 400 m vrije slag | 4.38,92 | 25     | n.v.t.       | n.v.t.       | niet geplaatst | niet geplaatst |